# روفينج
روفينج (بالكروانية: Rovinj) مدينة كرواتية تقع على ساحل البحر الأدرياتيكي في الضفة الغربية من شبه جزيرة إستريا، يبلغ عدد سكان المدينة حوالي 13,562 (2007) غالبيتهم من الكروات مع أقلية من الإيطاليين والألبان.
تعد روفينج واحدة من المدن السياحية في كرواتيا ويتواجد في المدينة من الفنادق، تاريخياً كانت المدينة تابعة لإمبراطورية النمسا حتى الحرب العالمية الأولى حين ضمت إلى مملكة إيطاليا وبعد الحرب العالمية الثانية أصبحت المدينة جزء من جمهورية يوغسلافيا الاشتراكية حتى انهيارها وقيام كرواتيا.

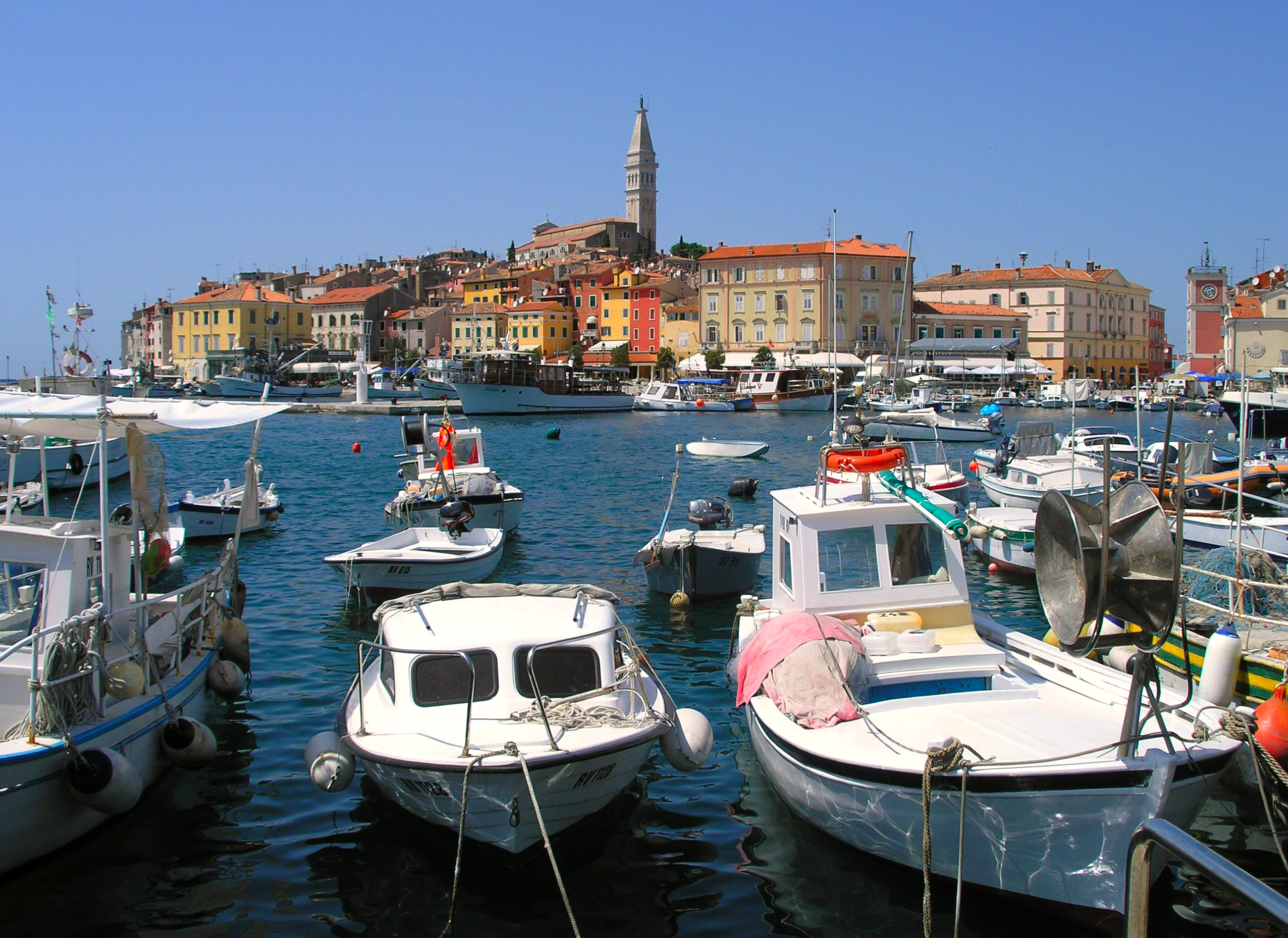
صورة للمدينة من البحر

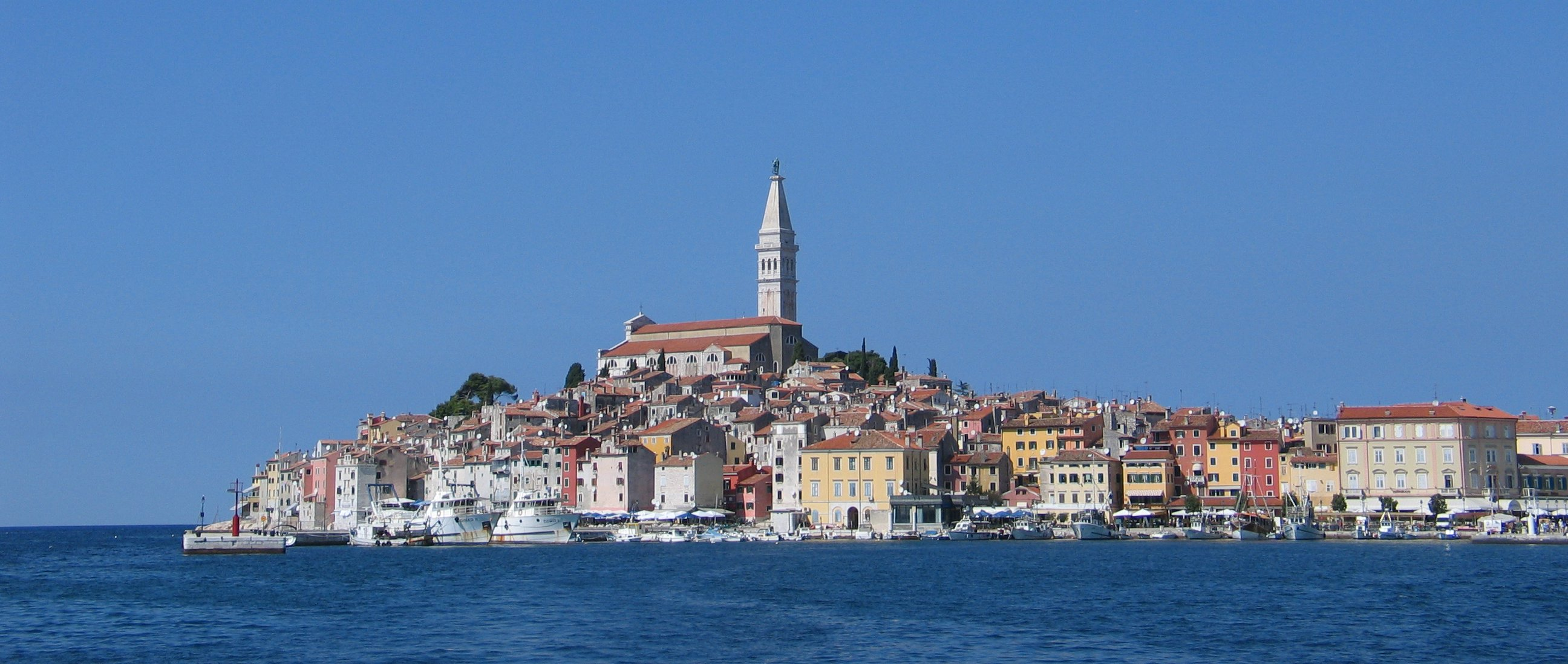
صورة للمدينة من البحر

## المناخ
يظهر الجدول التالي التغييرات المناخية على مدار السنة لروفينج:
| البيانات المناخية لـروفينج                                         | البيانات المناخية لـروفينج | البيانات المناخية لـروفينج | البيانات المناخية لـروفينج | البيانات المناخية لـروفينج | البيانات المناخية لـروفينج | البيانات المناخية لـروفينج | البيانات المناخية لـروفينج | البيانات المناخية لـروفينج | البيانات المناخية لـروفينج | البيانات المناخية لـروفينج | البيانات المناخية لـروفينج | البيانات المناخية لـروفينج | البيانات المناخية لـروفينج |
| الشهر                                                              | يناير                      | فبراير                     | مارس                       | أبريل                      | مايو                       | يونيو                      | يوليو                      | أغسطس                      | سبتمبر                     | أكتوبر                     | نوفمبر                     | ديسمبر                     | المعدل السنوي              |
| ------------------------------------------------------------------ | -------------------------- | -------------------------- | -------------------------- | -------------------------- | -------------------------- | -------------------------- | -------------------------- | -------------------------- | -------------------------- | -------------------------- | -------------------------- | -------------------------- | -------------------------- |
| الدرجة القصوى °م (°ف)                                              | 16.9 (62.4)                | 21.3 (70.3)                | 22.2 (72.0)                | 28.8 (83.8)                | 30.0 (86.0)                | 36.0 (96.8)                | 35.1 (95.2)                | 37.1 (98.8)                | 32.0 (89.6)                | 27.6 (81.7)                | 21.6 (70.9)                | 16.7 (62.1)                | 37.1 (98.8)                |
| متوسط درجة الحرارة الكبرى °م (°ف)                                  | 9.6 (49.3)                 | 10.6 (51.1)                | 13.4 (56.1)                | 16.7 (62.1)                | 21.7 (71.1)                | 25.4 (77.7)                | 28.5 (83.3)                | 28.7 (83.7)                | 24.6 (76.3)                | 19.9 (67.8)                | 14.4 (57.9)                | 10.8 (51.4)                | 18.7 (65.7)                |
| المتوسط اليومي °م (°ف)                                             | 5.3 (41.5)                 | 5.5 (41.9)                 | 8.1 (46.6)                 | 11.5 (52.7)                | 16.4 (61.5)                | 20.1 (68.2)                | 22.8 (73.0)                | 22.4 (72.3)                | 18.4 (65.1)                | 14.2 (57.6)                | 9.6 (49.3)                 | 6.5 (43.7)                 | 13.4 (56.1)                |
| متوسط درجة الحرارة الصغرى °م (°ف)                                  | 1.8 (35.2)                 | 1.6 (34.9)                 | 4.0 (39.2)                 | 7.1 (44.8)                 | 11.6 (52.9)                | 14.9 (58.8)                | 17.2 (63.0)                | 17.2 (63.0)                | 14.0 (57.2)                | 10.2 (50.4)                | 6.0 (42.8)                 | 3.2 (37.8)                 | 9.1 (48.4)                 |
| أدنى درجة حرارة °م (°ف)                                            | −14.8 (5.4)                | −8.8 (16.2)                | −10.0 (14.0)               | −1.0 (30.2)                | 0.6 (33.1)                 | 5.4 (41.7)                 | 7.3 (45.1)                 | 8.2 (46.8)                 | 4.0 (39.2)                 | −1.5 (29.3)                | −6.4 (20.5)                | −9.4 (15.1)                | −14.8 (5.4)                |
| الهطول مم (إنش)                                                    | 59.5 (2.34)                | 50.3 (1.98)                | 55.0 (2.17)                | 63.3 (2.49)                | 56.4 (2.22)                | 72.1 (2.84)                | 40.7 (1.60)                | 64.5 (2.54)                | 83.1 (3.27)                | 97.0 (3.82)                | 98.3 (3.87)                | 71.2 (2.80)                | 811.5 (31.95)              |
| متوسط أيام هطول الأمطار (≥ 0.1 mm)                                 | 8.8                        | 7.4                        | 8.1                        | 10.5                       | 9.7                        | 9.0                        | 5.8                        | 6.6                        | 7.9                        | 9.8                        | 10.0                       | 8.5                        | 102.0                      |
| متوسط الأيام المثلجة (≥ 1.0 cm)                                    | 0.1                        | 0.3                        | 0.1                        | 0.0                        | 0.0                        | 0.0                        | 0.0                        | 0.0                        | 0.0                        | 0.0                        | 0.0                        | 0.0                        | 0.5                        |
| متوسط الرطوبة النسبية (%)                                          | 82.1                       | 78.9                       | 75.7                       | 74.6                       | 74.5                       | 70.7                       | 67.7                       | 70.3                       | 76.3                       | 79.6                       | 80.4                       | 81.1                       | 76.0                       |
| ساعات سطوع الشمس الشهرية                                           | 102.3                      | 138.4                      | 176.7                      | 201.0                      | 269.7                      | 288.0                      | 328.6                      | 303.8                      | 231.0                      | 176.7                      | 108.0                      | 93.0                       | 2٬417٫2                    |
| المصدر: National Meteorological and Hydrological Service (Croatia) |                            |                            |                            |                            |                            |                            |                            |                            |                            |                            |                            |                            |                            |

## توأمة
لروفينج اتفاقيات توأمة مع كل من:
- ليونبرغ
- كامايوري
- أدريا
- بيزارو